# かに座X星
かに座X星（かにざXせい、X Cancri、X Cnc）は、かに座の脈動変光星。

## 特徴
かに座X星は、SRB型に分類される半規則型変光星で、平均の明るさは6.7等、変光幅は概ね0.6等、最も明るかった時は5.5等、最も暗かった時は7.5等とされている。変光には複数の周期があり、およそ200日と375日とみられる。かに座X星が分類されるSRB型は、半規則型変光星の中でも周期性があまり良くない変光をする赤色巨星が分類される型であり、かに座X星自身は、スペクトル型がC6 IIの炭素過剰な赤色輝巨星とされる。かに座X星は、光度極大時には肉眼等級となり、全天で最も明るい炭素星の一つとされる。

## 名称
かに座X星という名称は、変光星の命名規則に従って付与されたもので、かに座で7番目に確認された変光星であることを意味する。